# Kasaličky

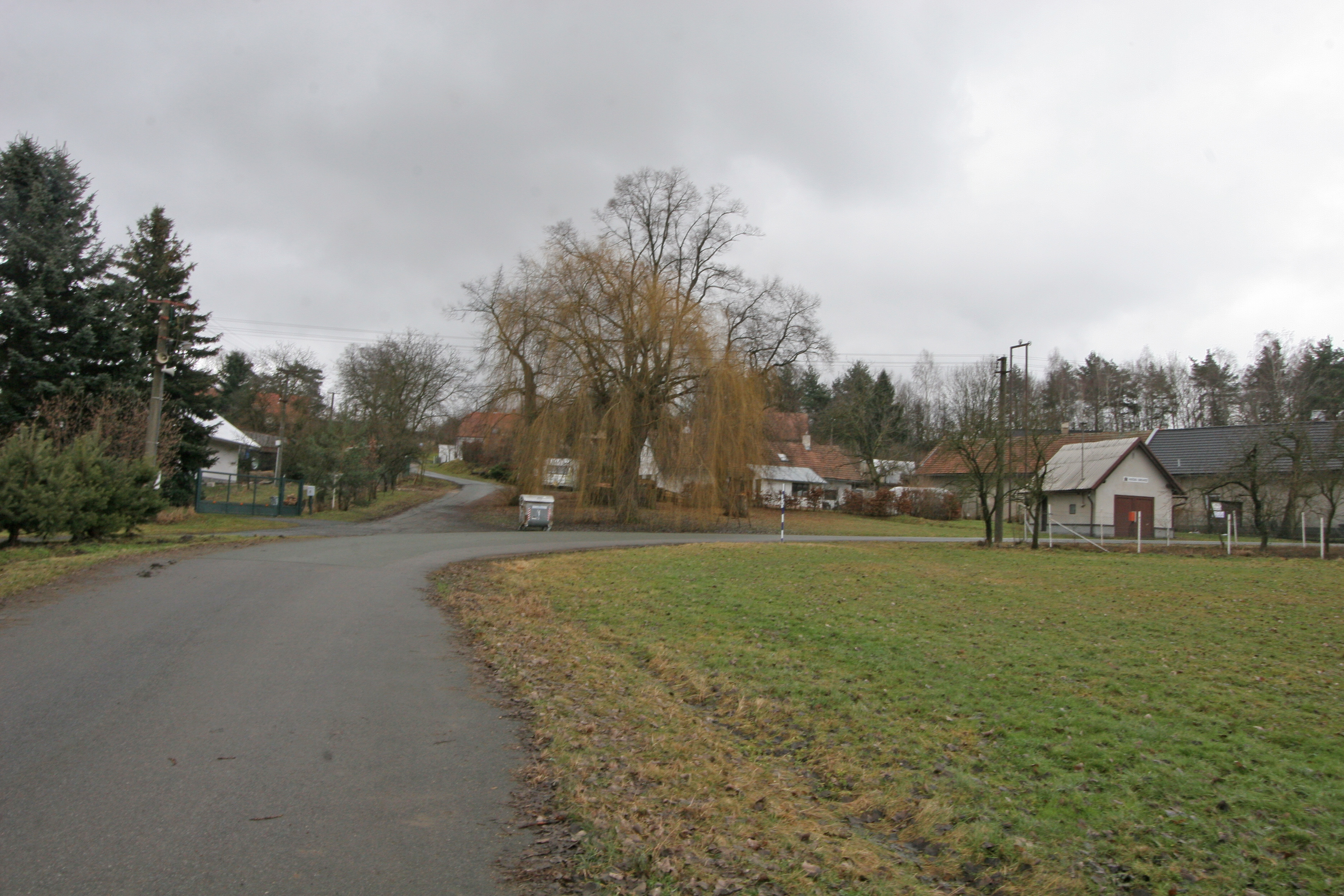
Ortsansicht

Kasaličky (deutsch Klein Kasalitz, auch Klein Kassalitz bzw. Unter Kasalitz) ist ein Ortsteil der Gemeinde Kasalice in Tschechien. Er liegt 16 Kilometer nordwestlich des Stadtzentrums von Pardubice und gehört zum Okres Pardubice.

## Geographie
Kasaličky befindet sich in einer vom Bach Kasaličský potok durchflossenen Mulde auf der Dobřenická plošina (Dobrzenitzer Hochfläche). Nordwestlich des Dorfes entspringt der Bach Bukovka bzw. Struha. Einen halben Kilometer nördlich verläuft die Dálnice 11/E 67. Im Norden erhebt sich der Medenec (281 m n.m.), nordöstlich die Velká Dorota (292 m n.m.) und im Westen der Soudný (288 m n.m.).
Nachbarorte sind Obědovice und Michnovka im Norden, Dobřenice und Pravy im Nordosten, Rohoznice im Osten, Kasalice im Südosten, Rohovládova Bělá im Süden, Vyšehněvice, Ve Střídmí, Třídeň und Voleč im Südwesten, Na Obci und Chýšť im Westen sowie V Austrálii, Stará Voda, Chudeřice und Káranice im Nordwesten.

## Geschichte
Die älteste Erwähnung des Dorfes erfolgte 1372 unter dem Namen Kasalice als Besitz des Bernard von Cimburg auf Blatník. Im Jahre 1377 verkaufte Albrecht von Cimburg die Herrschaft Blatník mit dem Städtchen Bohdaneč sowie Kasaličky und weiteren Dörfern an den Opatowitzer Abt Jan von Orel; bestätigt wurde der Kauf in Orlamünde durch Kaiser Karl IV. Damit wurde auch erkennbar, dass die Herren von Cimburg nur den unteren Anteil besessen hatten; als Besitzer des oberen Dorfes Kasalice ist seit 1402 Diviš Mrzák von Kasalice und Miletínek, der Vater des Hussitenhauptmanns Diviš Bořek von Miletínek nachweislich.
Nachdem 1421 das Kloster Opatovice von den Hussiten unter Diviš Bořek von Miletínek geplündert und niedergebrannt worden war, bemächtigte sich dieser der ausgedehnten Besitzungen. Im Jahre 1436 überschrieb König Sigismund große Teile des ehemaligen Klosterbesitzes als Entlohnung seiner treuen Dienste in der Schlacht bei Lipan für 4500 Schock Böhmische Groschen an Diviš Bořek, der daraus die Herrschaft Pardubice mit Sitz auf der Kunburg bildete. 1437 erbte Diviš´ Sohn Soběslav Mrzák von Miletínek die Herrschaft, 1464 erwarb sie König Georg von Podiebrad von der überschuldeten Familie von Miletínek. Am 5. April 1465 überschrieb Georg von Podiebrad die Herrschaft seinen Söhnen Viktorin, Heinrich d. Ä. und Hynek von Münsterberg. Später erwarb Wilhelm von Pernstein die Herrschaft Pardubitz. Er vererbte 1521 seine böhmischen Güter seinem jüngeren Sohn Vojtěch, nach dessen Tod fielen sie 1534 seinem Bruder Johann zu. Dieser hinterließ 1548 seinem Sohn Jaroslav hohe Schulden. Am 21. März 1560 veräußerte Jaroslav von Pernstein die gesamte Herrschaft Pardubitz an König Ferdinand I. Dessen Nachfolger Maximilian II. übertrug die Verwaltung der königlichen Herrschaften der Hofkammer. Diese ließ die Herrschaft Pardubitz durch ein System von 24 Rychta (Scholtiseien) neu organisieren. Im Jahre 1588 übte der Rychtář in Bělá die niedere Gerichtsbarkeit für Kasaličky aus. In der zweiten Hälfte des 18. Jahrhunderts wurde Kasaličky dem Rychtář von Kasalice unterstellt. 
Im Jahre 1835 bestand das im Chrudimer Kreis gelegene Dorf Unter-Kasalitz bzw. Klein-Kasalitz aus 14 Häusern, in denen 111 Personen lebten. Das Dorf unterstand dem Gemeindegericht von Ober-Kasalitz. Pfarrort war Biela. Bis zur Mitte des 19. Jahrhunderts blieb Unter-Kasalitz der k.k. Kameralherrschaft Pardubitz untertänig.
Nach der Aufhebung der Patrimonialherrschaften bildete Malé Kasalice ab 1849 einen Ortsteil der Gemeinde Kasalice im Gerichtsbezirk Přelauč. Kaiser Franz Joseph I. verpfändete die k. k. Kameralherrschaft Pardubitz im Jahre 1855 als Staatsschuldverschreibung an die Oesterreichische Nationalbank, die die Herrschaft am 25. Juni 1863 an die k. k. privilegierte Österreichische Credit-Anstalt für Handel und Gewerbe verkaufte. 1866 kaufte der Großindustrielle Heinrich Drasche die Grundherrschaft Pardubitz. Ab 1868 gehörte die das Dorf zum Bezirk Pardubitz. 1869 hatte Malé Kasalice 164 Einwohner und bestand aus 21 Häusern. Am 18. Juni 1881 kaufte Richard von Drasche-Wartinberg für 2.080.000 Gulden die Grundherrschaften Pardubitz und Kunětická Hora aus der väterlichen Erbmasse. Im Jahre 1900 lebten in Malé Kasalice 156 Menschen, 1910 waren es 163. Nach der Gründung der Tschechoslowakei wurde im Zuge der Bodenreform von 1920 der Großgrundbesitz der Familie Drasche-Wartinberg konfisziert und aufgeteilt. Seit 1924 führt das Dorf den Namen Kasaličky. Ende der 1920er Jahre löste sich Kasaličky los und bildete eine eigene Gemeinde. 1930 hatte Kasaličky 141 Einwohner. Im Jahre 1949 wurde Kasaličky dem Okres Přelouč zugeordnet, seit 1960 gehört das Dorf wieder zum Okres Pardubice. 1961 erfolgte die erneute Eingemeindung nach Kasalice. Beim Zensus von 2001 lebten in den 31 Häusern von Kasaličky 41 Personen.

## Gemeindegliederung
Der Ortsteil Kasaličky bildet einen Katastralbezirk.

## Sehenswürdigkeiten
- abgegangene Wasserfeste Kasalice am nordöstlichen Ortsrand, erhalten ist ein von einem zwei bis vier Meter tiefen Graben umgebener kreisrunder Hügelstumpf. Über die Anlage gibt es keine schriftlichen Nachrichten.
- Steinernes Kreuz